# Gytis Paulauskas
Gytis Paulauskas (Vilnius, 27 settembre 1999) è un calciatore lituano, attaccante dello Zemplín Michalovce.

## Carriera

### Club
Ha giocato nella massima serie lituana ed in quella albanese.

### Nazionale
Ha giocato nella nazionale lituana Under-21.
Nel 2020 ha esordito in nazionale maggiore.

## Statistiche

### Cronologia presenze e reti in nazionale
| Cronologia completa delle presenze e delle reti in nazionale ― Lituania | Cronologia completa delle presenze e delle reti in nazionale ― Lituania | Cronologia completa delle presenze e delle reti in nazionale ― Lituania | Cronologia completa delle presenze e delle reti in nazionale ― Lituania | Cronologia completa delle presenze e delle reti in nazionale ― Lituania | Cronologia completa delle presenze e delle reti in nazionale ― Lituania | Cronologia completa delle presenze e delle reti in nazionale ― Lituania | Cronologia completa delle presenze e delle reti in nazionale ― Lituania |
| Data                                                                    | Città                                                                   | In casa                                                                 | Risultato                                                               | Ospiti                                                                  | Competizione                                                            | Reti                                                                    | Note                                                                    |
| ----------------------------------------------------------------------- | ----------------------------------------------------------------------- | ----------------------------------------------------------------------- | ----------------------------------------------------------------------- | ----------------------------------------------------------------------- | ----------------------------------------------------------------------- | ----------------------------------------------------------------------- | ----------------------------------------------------------------------- |
| 7-10-2020                                                               | Tallinn                                                                 | Estonia                                                                 | 1 – 3                                                                   | Lituania                                                                | Amichevole                                                              | -                                                                       | 68’                                                                     |
| 24-3-2023                                                               | Belgrado                                                                | Serbia                                                                  | 2 – 0                                                                   | Lituania                                                                | Qual. Euro 2024                                                         | -                                                                       | 80’                                                                     |
| 27-3-2023                                                               | Atene                                                                   | Grecia                                                                  | 0 – 0                                                                   | Lituania                                                                | Amichevole                                                              | -                                                                       | 46’                                                                     |
| 17-6-2023                                                               | Kaunas                                                                  | Lituania                                                                | 1 – 1                                                                   | Bulgaria                                                                | Qual. Euro 2024                                                         | -                                                                       | 38’ 45’                                                                 |
| 20-6-2023                                                               | Budapest                                                                | Ungheria                                                                | 2 – 0                                                                   | Lituania                                                                | Qual. Euro 2024                                                         | -                                                                       |                                                                         |
| 7-9-2023                                                                | Kaunas                                                                  | Lituania                                                                | 2 – 2                                                                   | Montenegro                                                              | Qual. Euro 2024                                                         | 1                                                                       |                                                                         |
| 10-9-2023                                                               | Kaunas                                                                  | Lituania                                                                | 1 – 3                                                                   | Serbia                                                                  | Qual. Euro 2024                                                         | 1                                                                       | 35’ 78’                                                                 |
| 14-10-2023                                                              | Sofia                                                                   | Bulgaria                                                                | 0 – 2                                                                   | Lituania                                                                | Qual. Euro 2024                                                         | -                                                                       | 85’                                                                     |
| 17-10-2023                                                              | Kaunas                                                                  | Lituania                                                                | 2 – 2                                                                   | Ungheria                                                                | Qual. Euro 2024                                                         | -                                                                       |                                                                         |
| 16-11-2023                                                              | Podgorica                                                               | Montenegro                                                              | 2 – 0                                                                   | Lituania                                                                | Qual. Euro 2024                                                         | -                                                                       |                                                                         |
| 19-11-2023                                                              | Limassol                                                                | Cipro                                                                   | 1 – 0                                                                   | Lituania                                                                | Amichevole                                                              | -                                                                       | 41’                                                                     |
| 21-3-2024                                                               | Faro                                                                    | Gibilterra                                                              | 0 – 1                                                                   | Lituania                                                                | UEFA Nations League 2022-2023 - Playout                                 | -                                                                       | 32’ 74’                                                                 |
| 26-3-2024                                                               | Kaunas                                                                  | Lituania                                                                | 1 – 0                                                                   | Gibilterra                                                              | UEFA Nations League 2022-2023 - Playout                                 | -                                                                       | 73’                                                                     |
| 8-6-2024                                                                | Liepāja                                                                 | Lettonia                                                                | 0 – 2                                                                   | Lituania                                                                | Coppa del Baltico 2024                                                  | -                                                                       | 76’                                                                     |
| 11-6-2024                                                               | Kaunas                                                                  | Lituania                                                                | 1 – 1 (3 – 4 dtr)                                                       | Estonia                                                                 | Coppa del Baltico 2024                                                  | -                                                                       | 64’                                                                     |
| 6-9-2024                                                                | Marijampolė                                                             | Lituania                                                                | 0 – 1                                                                   | Cipro                                                                   | UEFA Nations League 2024-2025 - 1º turno                                | -                                                                       | 70’                                                                     |
| 9-9-2024                                                                | Bucarest                                                                | Romania                                                                 | 3 – 1                                                                   | Lituania                                                                | UEFA Nations League 2024-2025 - 1º turno                                | -                                                                       | 65’                                                                     |
| 12-10-2024                                                              | Kaunas                                                                  | Lituania                                                                | 1 – 2                                                                   | Kosovo                                                                  | UEFA Nations League 2024-2025 - 1º turno                                | -                                                                       | 77’                                                                     |
| 15-10-2024                                                              | Kaunas                                                                  | Lituania                                                                | 1 – 2                                                                   | Romania                                                                 | UEFA Nations League 2024-2025 - 1º turno                                | -                                                                       | 80’                                                                     |
| 15-11-2024                                                              | Larnaca                                                                 | Cipro                                                                   | 2 – 1                                                                   | Lituania                                                                | UEFA Nations League 2024-2025 - 1º turno                                | -                                                                       |                                                                         |
| 18-11-2024                                                              | Pristina                                                                | Kosovo                                                                  | 1 – 0                                                                   | Lituania                                                                | UEFA Nations League 2024-2025 - 1º turno                                | -                                                                       |                                                                         |
| 21-3-2025                                                               | Varsavia                                                                | Polonia                                                                 | 1 – 0                                                                   | Lituania                                                                | Qual. Mondiali 2026                                                     | -                                                                       | 84’                                                                     |
| 7-6-2025                                                                | Ta' Qali                                                                | Malta                                                                   | 0 – 0                                                                   | Lituania                                                                | Qual. Mondiali 2026                                                     | -                                                                       |                                                                         |
| 10-6-2025                                                               | Odense                                                                  | Danimarca                                                               | 5 – 0                                                                   | Lituania                                                                | Amichevole                                                              | -                                                                       | 65’                                                                     |
| Totale                                                                  |                                                                         | Presenze                                                                | 24                                                                      |                                                                         | Reti                                                                    | 2                                                                       |                                                                         |

## Palmarès

### Club

#### Competizioni nazionali
- Coppa d'Albania: 1

Egnatia: 2022-2023